# Augyles albineus
Augyles albineus is een keversoort uit de familie oevergraafkevers (Heteroceridae). De wetenschappelijke naam van de soort is voor het eerst geldig gepubliceerd in 1901 door Reitter.